# Cándido Donato Padua
El Coronel Cándido Donato Padua fue un militar mexicano que participó en la Revolución mexicana. Nació en el cantón de Acayucan, Veracruz. Se afilió al Partido Liberal Mexicano, fundando, junto con Enrique Novoa y otros, el Club Liberal de Chinameca. En 1906 participó en la rebelión de Acayucan, encabezada por Hilario C. Salas. En 1910 se incorporó a las fuerzas maderistas; alcanzó el grado de coronel. Escribió la obra Movimiento revolucionario en Acayucan en 1906.  
Se menciona su participación en el libro 101 villanos de la Historia de México  escrito por Sandra Molina Publicado por Penguin Random House Grupo Editorial México y por Editorial Grijalbo  
| ISBN-10 | 9708105147 |